# قشلاق سيدلر دادلو حسينعلي (مقاطعة بيله سوار)
قشلاق سیدلر دادلو حسینعلي (بالفارسية: قشلاق سیدلردادلوحسینعلی) هي منطقة سكنية تقع في إيران في أردبيل. يقدر عدد سكانها بـ 31 نسمة .